# Juillet 1962

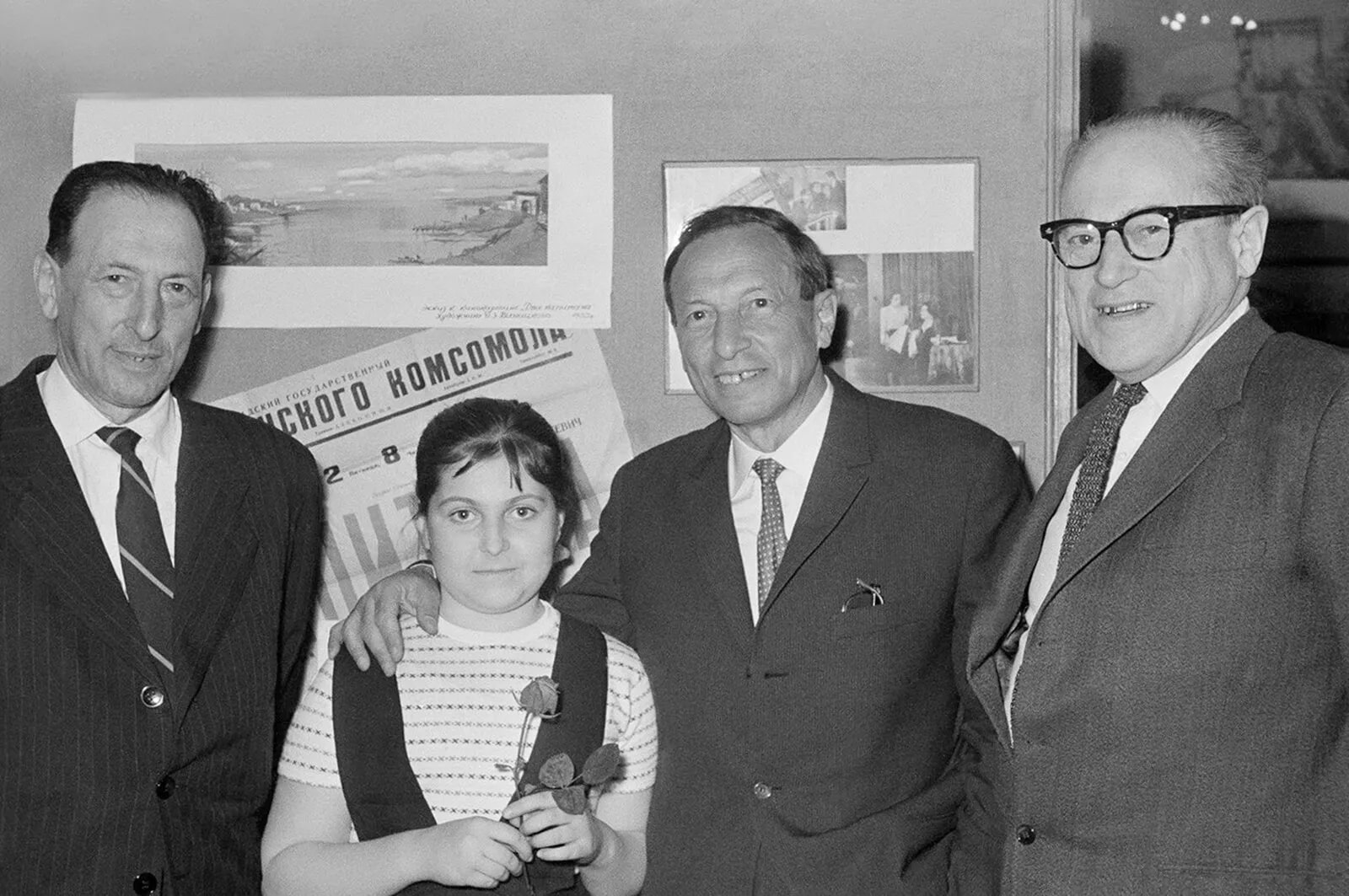

Cette page présente les faits marquants du mois de juillet 1962.

## Événements
- Début de la guerre de libération en Guinée portugaise.
- Pérou : victoire de Víctor Raúl Haya de la Torre, fondateur de l’Alliance populaire révolutionnaire américaine aux élections présidentielles au Pérou sur Fernando Belaúnde Terry et Manuel A. Odría. Comme il n’a obtenu que 33 % des voix, il revient au Parlement, dominé par l’Alliance populaire révolutionnaire américaine, de désigner le vainqueur. Les militaires l’en empêchent, s’emparent du pouvoir et annoncent de nouvelles élections pour 1963 (18 juillet). Les États-Unis suspendent leur assistance économique et militaire et rappellent leur ambassadeur.
- Juillet et mois suivants : le FLN massacre dans des conditions atroces plus de 100 000 harkis (60 à 80 000 selon certains historiens).

- 1er juillet :
  - Algérie : la population algérienne se prononce à 99,7 % des suffrages exprimés pour l’indépendance. La France reconnaît officiellement l’indépendance.
  - Rwanda,Burundi : indépendances octroyées par l'Empire colonial belge. Guerre civile (1962-1965).
  - France  : parution du premier numéro du magazine Salut les copains !.

- 3 juillet :  la France reconnaît officiellement l’indépendance de l'Algérie[1]. Transfert de souveraineté à l'exécutif provisoire de l'État algérien[2].

- 5 juillet :
  - Fête de l'indépendance en Algérie[3].
  - Massacre des Français à Oran par une foule d'Algériens déchaînés, environ 700 morts ou disparus[4].
  - À la suite de violentes fusillades, les troupes fidèles à Ben Bella occupent Oran.

- 6 juillet, France  : Roger Degueldre est fusillé au fort d'Ivry.

- 8 juillet :
  - France: visite officielle de Konrad Adenauer en France. Le communiqué final annonce la prochaine réconciliation franco-allemande.
  - Formule 1 : Grand Prix automobile de France.

- 11 juillet :
  - Algérie : Ben Bella arrive en Oranie pour former le « groupe de Tlemcen » opposé au gouvernement provisoire de la république algérienne.
  - France : première transmission télévisée entre la France et les États-Unis en Mondovision depuis Pleumeur-Bodou via  le satellite Telstar 1.

- 12 juillet : premier concert public du groupe anglais The Rolling Stones, à Londres, au Marquee Club.

- 13 juillet, Grande-Bretagne : Night of the Long Knives. Remaniement ministériel au Royaume-Uni. Sept membres du gouvernement Macmillan sont remerciés.

- 19 juillet, Nicaragua : fondation du Front sandiniste de libération nationale au Nicaragua, qui mène des actions insurrectionnelles[5].

- 20 juillet :
  - Mali : les commerçants maliens, inquiets du risque de dépréciation monétaire, provoquent de graves incidents à Bamako, suscitant des contre-manifestation et entraînant de 91 arrestations, dont celle de Fily Dabo Sissoko et Hammadoun Dicko, condamnés à mort pour « tentative de coup d’État », puis graciés en octobre.
  - France : la Chambre adopte par 376 voix contre 11 la loi complémentaire à la loi d'orientation agricole de 1960 proposée par Edgard Pisani : indemnité viagère de départ, remaniement du crédit aux agriculteurs, mesures sociales.

- 21 juillet (Formule 1) : Grand Prix automobile de Grande-Bretagne.

- 23 juillet, Laos : après 14 mois de négociations, la conférence internationale de Genève reconnaît l’indépendance, la neutralité et l’intégrité du royaume du Laos.

## Naissances
- 1er juillet : 
  - Alain-Richard Donwahi, homme politique ivoirien.
  - Andre Braugher, acteur américain († 11 décembre 2023).
- 3 juillet : Tom Cruise, acteur américain.
- 4 juillet : Pam Shriver, championne de tennis américaine.
- 7 juillet : Jeanne Aguzarova, chanteuse russe.
- 13 juillet : Thierry Dedegbe, taekwondoïste français.
- 16 juillet : Olivier Royant, journaliste français († 31 décembre 2020).
- 17 juillet : Lokman Slim,	Éditeur, écrivain et militant pour les droits de la personne humaine libanais († 4 février 2021).
- 21 juillet : Mokgweetsi Masisi, personnalité politique Botswanais.
- 22 juillet : Steve Albini, musicien et producteur américain († 7 mai 2024).
- 25 juillet : 
  - Étienne Leenhardt, journaliste français.
  - Philippe Bohn, Homme d'affaires français.
- 29 juillet : Tidjane Thiam, dirigeant d’entreprise à la double nationalité ivoirienne et française.
- 30 juillet : Vladimir Dezhurov, cosmonaute russe.
- 31 juillet : Wesley Snipes, acteur et producteur américain.

## Décès
- 6 juillet : William Faulkner, écrivain américain (1897-1962).
- 9 juillet : Georges Bataille, écrivain français ( 1897-1962).
- 29 juillet : Gabriele Acacio Coussa, cardinal syrien, secrétaire de la Congrégation pour les Eglises orientales (° 3 août 1897).